# Бурарра (язык)
Бурарра (альтернативные названия: Anbarra, Barera, Bawera, Burada, Burera, Gidjingaliya, Gujingaliya, Gun-Gurogone, Jikai, Telikai) — язык австралийских аборигенов. Распространен на севере Арнемленда в районе рек Блит и Каделл среди народов бурарра и гун-нартпа.

## Генеалогическая, ареальная и социолингвистическая информация

### Генеалогия
- Кунвинькуанские языки
  - Бураррские языки
    - Бурарра

### География
Носители языка бурарра проживают на Северной территории в Австралии, а именно в центральной части Арнем-Ленд, вдоль берегов рек Блит и Каделл, а также на береговых территориях и в районах вокруг них и между ними.

### Социолингвистическая информация
Общее число говорящих на данном языке по данным онлайн-справочника Ethnologue от переписи 2006 года — 1070 человек.

### Лингвистический статус
Буррара — развивающийся язык. Является первым языком для детей. Несмотря на то, что многие молодые люди говорят по-английски, они редко пользуются им в процессе общения друг с другом. Общими для английского и бурарра являются заимствованные слова. Наблюдения Р. Грин [Green, 1987] показали, что многие слова, заимствованные из английского и употребляемые затем носителями бурарра, сильно или полностью видоизменены в соответствии с фонологической системой бурарра : [rroj] — rose, [bojikul] — bycicle.
Также бурарра используется как второй язык народами джинанг, гурагоне и ян-нхангу.

### Диалекты
Исследователи языка бурарра в своих работах по-разному различают его диалекты:
- 3 диалекта: гун-нартпа (группа мукарли, область реки Каделл), гун-нарта (группа ан-барра, западная часть устья реки Блит), гун-нарда (группа мартей, восточная сторона реки Блит) [Glasgow, 1994];
- 2 диалекта: гун-нартпа и бурарра [Green, 1987]. Однако Green также указывает, что внутри группы говорящих на бурарра заметны диалектные различия.

## Типологическая характеристика

### Тип выражения грамматических значений
Бурарра — полисинтетический язык.
(Для обозначения единственного числа используются две глоссы : M — в составе глаголов , MIN — в остальных случаях)
Примеры:
Ngu — jerrmu — nga
1M->3M — send — PRECON
'I sent him'
abrirri — ∅ — rrenyji — chi — ya — na
3UA — nf — tread on — RECIP — INTR — PRECON
'They two (men) visited each other'
arri — ny — yurrgaka — ∅
½ UA->3M — fem — cook — IRR
'We’ll cook it'

### Характер границы между морфемами
Для языка бурарра характерны формальная и семантическая фузия и агглютинация .
Примеры:
Формальная фузия:
aburr-barra :
1.aburr- = abi- + -burr-
2.-burr- = -bu- (не единственное 3л.) + -rr- (аффикс мн.ч.)
3.an- — показатель именного класса an (3л. ед.ч.) сливается с -burr- -> aburr- -> показатель 3л.
Семантическая фузия:
ngarrinyji-pa
2UA -CARD
В ngarrinuji- сливаются показатели лица (2), числа (Unit Augmented) и рода (non-feminine, не женский).
Агглютинация:
a — na — be — na
3Man — twds — come out — PRECON
'He jumped out'
jiny -jonyji -nga
3Mjin -call -R
'She shouted'

### Локус маркирования

#### В предикации
Вершинное маркирование:
Bokpurra a- gortkurrchi -nga gu — bugula
Frog 3Man- jump — R L/I — water
'The frog jumped into the water'
Marrnga ji — na — be — ya jiny — yorkiya — ∅ jiny — bamu — na
Sun 3Mjin — twds — come out — CON 3Mjin — do always — CON 3Mjin — go along -PRECON
‘She went to where the sun always comes up’

#### В посессивной именной группе
Тип маркирования зависит от того, что является «обладаемым». Расщеплённая маркированность.
- Имя нарицательное

janguny pig gun = nika
Story pig 3Mgun = 3MINPOSS
‘Pig’s story’
- Термины родства

mampa Audrey jin = ni — pa
mother Audrey 3Mjin = 3MIN — CARD
‘Audrey’s mother’
Префикс притяжательного прилагательного отражает согласование по классу с «обладаемым» (показатель посессивности для 3-го лица ед.ч. при прилагательном — нерегулярная форма). Недостаточно примеров, чтобы определить тип маркирования, однако похоже, что притяжательное прилагательное синтаксически связано с посессором . В грамматике [Green , 1987] также отмечается тот факт, что если посессор выражен именем нарицательным или именем сосбственным, то он обязательно предшествует притяжательному прилагательному. Поэтому предположительно маркирование зависимостное.
- Части тела (вершинное маркирование; специальный показатель — -jirra)

jarrka rrepara a = jirra
goanna foot 3Man = POSS
‘Goanna’s feet or tracks’
ngana mu = jirra garrung
mouth 3Mmun = POSS blanket
‘The edge of the blanket’
Префикс прилагательного — согласование с посессором. Здесь ситуация, противоположная 1) : притяжательное прилагательное (предположительно) синтаксически связано с «обладаемым».

#### В атрибутивной конструкции
Зависимостное маркирование:
jin  = delipa jocha
3Mjin= little mouse
‘A little mouse’
an  = delipa jichicha
3Man= little fish
‘A little fish’

### Тип ролевой кодировки
В данном языке нет падежного маркирования для функций S, A, P. Распределение ролей можно проследить через глагольные префиксы, которые имеют различное выражение в зависимости от значения категории числа, а также от класса предметов, к которым принадлежит аргумент глагола. Если глагол имеет два аргумента (субъект, объект), то в его префиксе обозначается класс объекта. Если оба аргумента относятся к одному и тому же классу, то функции аргументов выводятся из контекста.
Таким образом, относительно классов, к которым принадлежат аргументы глагола, тип ролевой кодировки — абсолютивно-эргативный (так как SA = SP  = P). Однако из примеров видно, что в префиксе переходного глагола маркируются оба актанта, то есть происходит согласование по числу и лицу и с субъектом, и с объектом . Значит, тип ролевой кодировки относительно этих двух категорий — нейтральный. Также существует иерархия по лицам (1>2>3). Если оба аргумента двухместного глагола равны, то согласование происходит с пациенсом; в ином случае согласование осуществляется согласно иерархии.
SA(одноместный агентивный глагол — согласование с единственным актантом по классу, роду, числу и лицу):
jiny  — bo — na
3Mjin — go — PRECON
«She went»
SP(одноместный пациентивный глагол — согласование с единственным актантом по классу, роду, числу, лицу)
jin — durtchi — nga
3Mjin — be pregnant — CON
«She is pregnant»
A,P: (двухместный глагол — согласование с пациенсом по классу, с агенсом и пациенсом — по числу, лицу)
jin -gumarrbipa nuya a- na -na marchilla
3Mjin- spouse 3MnonfemKINPOSS 3M->3Man-see -PRECON crocodile
'His wife saw the crocodile'
Иерархия по лицам:
ngay — pa ngu — jerrmu — rra school a — bo — na
1MIN — CARD 1M->3M — send — PRECON school 3Man — go — PRECON
'I sent him to school'
jiny — yenggana — na
3M->3Mjin — ask — PRECON
'He asked her'

### Базовый порядок слов
Порядок слов в данном языке не фиксирован, однако наиболее частотный вариант — SOV (если в предложении имеются две непосредственно выраженные именные группы). Если глагольный префикс неоднозначен в плане выражения ролей, а контекст не содержит достаточно информации для того, чтобы определить, какая из именных групп является субъектом, а какая — объектом, — субъектом считается первая из двух ИГ.
gornabola gorrngunya m — ba — nga
wallaby grass 3M->3Mmun -eat — CON
'The wallaby ate grass'
jin = ngay -pa nguj -ama jurra mu -jerrmu -rra
3Mjin = 1MIN -CARD my+fem-mother letter 3M->3Mmun — send — PRECON
'My mother sent a letter'

## Фонетика и фонология

### Согласные
|             |          | Губно-губные | Апико-альвеолярные | Апико-ретрофлексно-альвеолярные | Ламино-палатальные | Велярные |
| ----------- | -------- | ------------ | ------------------ | ------------------------------- | ------------------ | -------- |
| Взрывные    | Глухие   | p            | t                  | ṭ                               | ʧ                  | k        |
| Взрывные    | Звонкие  | b            | d                  | ḍ                               | ʤ                  | g        |
| Взрывные    | Носовые  | m            | n                  | ṇ                               | ñ                  | ŋ        |
| Латеральные | Носовые  |              | l                  | ḷ                               |                    |          |
| Латеральные | Дрожащие |              | ř                  | ṛ                               |                    |          |
| Глайды      | Дрожащие | w            |                    |                                 | y                  |          |

### Гласные
|         | Передние | Средние | Задние |
| ------- | -------- | ------- | ------ |
| Верхние | ɩ        |         | u      |
| Нижние  | e        | a       |        |

### Дистрибуция слогов
| В начале слова | В начале слова | В середине слова | В середине слова | В середине слова | В конце слова | В конце слова |
| В префиксе     | В корне        | В префиксе       | В корне          | В суффиксе       | В корне       | В суффиксе    |
| -------------- | -------------- | ---------------- | ---------------- | ---------------- | ------------- | ------------- |
| V              | V              |                  |                  |                  |               |               |
| C              | C              |                  |                  |                  |               |               |
| VC             |                |                  |                  |                  |               |               |
| CV             | CV             | CV               | CV               | CV               | CV            | CV            |
| CVC            | CVC            | CVC              | CVC              |                  | CVC           |               |
|                | CVCC           |                  | CVCC             |                  | CVCC          |               |

- Слоги типа V: только в начале слова в префиксе и в слове a.ma(‘мама’), o (‘или’), e-e(согласие), i-i (эмфатическое согласие).
- Слоги типа C: только в начале слова как сокращение префикса слога типа CV , предшествующего гоморганному взрывному, и в слове ŋ.gu.la (‘для тебя’).
- Слоги типа VC: чаще всего в словах именного класса, обозначаемого префиксом -an. Также встречается в словах ay(‘чего ты хочешь?’/ ‘что ты сказал?’), aywa (‘ты не против?’/ ‘так нормально?’).
- Слоги типа CV могут занимать любую позицию в слове. Префикс и корень могут включать до 4-х слогов CV . Исключение : видовой суффикс -n (выражает вероятность), который присоединяется к последнему слогу корня, чтобы образовать C1VC2, при условии, что все суффиксы — слоги типа CV , которых в слове может быть максимум 5.
- Слоги типа CVC: в префиксе (не более одного), в корне (не более двух).
- CVCC: в корне (только в количестве одного, кроме случаев редупликации).

#### Структура слова
- Односложные слова могут иметь структуру слогов CV, CVC , CVCC.
- Максимальное количество слогов в слове — 13 (ŋu.na.bi. ři-juř.bu.ray.ku.dja.mu. ŋa. ṇa.pa — ‘Они (двое) не пороли меня как другие’). Однако слова такой длины — очень редкий случай. Наиболее частотными являются трехсложные слова.
- На стыках морфем встречаются кластеры из 2-х или 3-х согласных, чаще из 2-х. Примеры: m-ba. ŋa(‘он это ест’), balŋ.ga (‘вечер’) (Более подробная информация о сочетаниях согласных на стыках морфем в [Austrlian Phonologies: Collected Papers, 1981]).

## Части речи

### Существительное
4 согласовательных класса:
1. an-: Обозначает мужчин, некоторых животных, некоторые растения, машины, песок, копья и крючки для ловли рыбы, луну, свет.
2. jin-: Обозначает женщин, животных не из класса an- , некоторые деревья, солнце.
3. mun-: Обозначает овощи, траву, некоторые части тела, бумагу, письменные принадлежности, одежду (за исключением обуви), постельные принадлежности, жестяные банки, самолеты, оружие.
4. gun-: Обозначает жидкости, части тела (не из класса mun-), землю, местоположение и дома, обувь, растения и деревья (не входящие в другие классы), огонь, дрова, ветер и дождь, абстрактные понятия (мышление, время, закон и т. п.).

Морфологически различие по признаку человек/ не человек маркируется только при =nga .
Префиксальное маркирование класса
|          | ADJ  | =nga             | LOC\INSTR (место/инструмент в сущ.и прил.) | VERB       |
| Префиксы |      |                  |                                            |            |
| -------- | ---- | ---------------- | ------------------------------------------ | ---------- |
| Префиксы | an-  | ana- (человек)   | ana-                                       | a-         |
| Префиксы | jin- | an- (не человек) | ji-                                        | jinyi-\ji- |
| Префиксы | mun- | mun-             | mu-                                        | mu-        |
| Префиксы | gun- | gun-             | gu-                                        | gu-        |

Как можно видеть из данной таблицы, существительные могут изменяться только по падежу Loc/Instr.
В [Green, 1987] отмечается специфическая особенность данного языка : в префиксе кумулятивно выражаются класс существительного и падеж (Loc/Instr).

#### Прилагательное
- Могут появляться как в атрибутивной, так и в предикативной позициях.
- Согласуются по классу и падежу с субъектом в 3-м лице, по числу, лицу и роду (при необходимости) с субъектами 1-го, 2-го и 1/2 лиц и субъектами не единственного 3-го лица.
- Префиксы прилагательных отличаются от префиксов непереходных глаголов только в 3 л. ед.ч.

#### Наречие
- Временные
- Локативные
- Наречия образа действия
- Указательные. Степени удаленности : здесь ('nguyuna'); там ('gata'); там, близко от говорящего ('gaba'); там, далеко от говорящего ('gapa'); в другом месте ('gaya')

#### Глагол
Структура глагола, предложенная в [Green,1987]:
PRONOMINAL-DIRECTION-V-RECIPROCAL-INSTRANS-TENSE/REALIS-CIRCS
- В суффиксах глаголов проявляется изменение по категориям времени и наклонения, префиксы отсылают к категориям лица, числа, рода и класса их аргументов.
- Префиксы глагола:

1. Прономинальные
2. Декларативные
3. Направленного действия (могут занимать позицию исключительно перед корнем глагола, после прономинального префикса)

- Суффиксы глагола:

1. Реципрокальный суффикс
2. Интранзитивный суффикс (преобразует транзитивный глагол в интранзитивный; при этом обратный процесс невозможен, то есть нет суффикса, увеличивающего валентность глагола)
3. Время : 
- Contemporary (одновременность, процессуальность, простое прошедшее) — Precontemporary (‘до этого момента сегодня’, ’позавчера’, плюсквамперфект) — Inceptive (инцептив / начинательный вид)

- Наклонение:

1. Реалис

+ -rna (суффикс, указывающий на то, что говорящий знает, что событие не происходило)
Nginyi — pa nyi — na — bo — ya — rna geka manggo ngiy — wu — cha — rna
2MIN — CARD 2MIN — towards — go — CON — NEG today mango 1M->2M — give — CON — NEG
'If you had come today, I would have given you mangoes.'
2. Ирреалис
+ Apprehensive status (суффикс, обозначающий возможное событие, которого говорящий хочет избежать; клауза, содержащая глагол с таким суффиксом, фигурирует только в соседстве с другой клаузой, которая содержит в себе информацию о том, как избежать нежелательного события)
3. Императив
- Номинализация: существительное образуется от глагола посредством прибавления к глагольному корню суффикса -gu (скорее всего потому, что класс -gun обозначает абстрактные имена)

galiya → gu=galiya
hear, listen → one who hears
Сериальные глагольные конструкции:
- subject=subject : транзитивный/интранзитивный глагол + возможный разделитель (энклитическое дативное местоимение, клитика 'gurda' — 'towards' или показатель будущего времени 'barra') + глагол из ограниченного списка

Ограниченный список включает в себя глаголы со значением движения, а также глаголы 'стоять', 'сидеть', 'лежать'.

a — jorlcha — ∅ a — bo — ya an — gugaliya
3Man- creep -CON 3Man- go — CON 3Man- Aborigenal person
'The man went creeping along'

m — ba — nga a — rrik — nga gorrnguya
3M->3Mmun — eat — CON 3Man — crawl — CON grass
'He crawled along eating grass'
- object=subject. Первый глагол конструкции — обязательно транзитивный. Субъект второго глагола кореферентен объекту первого.

ni-pa jiny-ba-rra jiny-jorrchi-nga
3MIN-CARD 3M->3Mjin-bite-PRECON 3Mjin-bleed-R
'He made her bleed'

#### Местоимение
Местоимения имеют 3 грамматические категории: род, число, лицо. ГК числа имеет 3 значения: Minimal, Unit Augmented, Augmented.
ГК лица имеет следующие значения: 1-е, 2-е, 3-е, 1/2 для Minimal, где 1/2 обозначает говорящего и слушающего (имеется в виду 2 участника для числа Minimal (‘я и ты’), 3 — для Unit Augmented (‘мы и кто-то ещё’), 4 и больше — для Augmented (‘вы и кто-то ещё’)). Во всех значениях, которые не относятся к Minimal, различия между значениями 1-го лица и 1/2 нейтрализуются.
ГК рода имеет 2 значения: женский, не женский. Различия по роду проявляются в числе Unit Augmented, а также в числе Minimal косвенных местоимений.
2 класса местоимений:
- Прямые (составляют основу для образования притяжательных прилагательных)
- Косвенные (являются притяжательными местоимениями, если стоят в энклитической форме при терминах родства; могут присоединять показатель датива)

Местоимения 3-го лица, помещённые в начало именной группы, могут функционировать как показатели определённости (когда обозначают определённый предмет или человека).

## Список глосс
| an      | noun class -an        |
| APPR    | apprehensive          |
| AUG     | augmented             |
| CARD    | cardinal              |
| CON     | contemporary tense    |
| DAT     | dative                |
| fem     | feminine              |
| FUT     | future                |
| gun     | noun class -gun       |
| INC     | inceptive             |
| IMP     | imperative            |
| INTR    | intransitivizer       |
| IRR     | irrealis              |
| jin     | noun class -jin       |
| KINPOSS | kin possessive        |
| L/I     | locative/instrumental |
| M       | minimal               |
| masc    | masculine             |
| MIN     | minimal               |
| mun     | noun class -mun       |
| NEG     | negative              |
| nf      | non-feminine          |
| OBL     | oblique               |
| POSS    | possessive            |
| PRECON  | precontemporary tense |
| R       | realis                |
| RECIP   | reciprocal            |